# Плавшич, Срджан
Срджан Плавшич (серб. Срђан Плавшић; род. 3 декабря 1995, Нови-Сад) — сербский футболист, полузащитник чешского клуба «Славия», выступающий на правах аренды за «Баник» (Острава). Выступал за сборную Сербии.

## Клубная карьера
Срджан начал карьеру в клубе ЧСК из Челарево, выступавшем В Сербской лиге Войводины. За два сезона полузащитник провёл 31 матч и забил 7 мячей.
Летом 2014 года Плавшич присоединился к «Спартаку» из Суботицы. Дебютный матч в Суперлиге Сербии Срджан провёл 9 августа 2014 года против клуба «Раднички» из Крагуеваца. 22 марта 2015 года полузащитник отметился первым забитым мячом, открыв счёт во встрече с «Ягодиной».
Всего в сезоне 2014/15 Плавшич провёл 21 матч в чемпионате Сербии. Следующий сезон Срджан начал в «Спартаке», но после 4 матчей, 10 августа 2015 года, подписал контракт со столичной «Црвеной звездой». Спустя два дня полузащитник дебютировал в новой команде, выйдя в стартовом составе на игру с «Чукарички».

## Карьера в сборной
Плавшич в 2015 году принимал участие в играх юношеской сборной Сербии (до 20 лет), проведя 4 матча.

## Достижения
«Црвена звезда»
- Чемпион Сербии (2): 2013/14, 2015/16

«Спарта»
- Обладатель Кубка Чехии: 2019/20